# Новый Тумутук
Новый Тумутук (баш. Яңы Тымытык) — село Куштиряковского сельсовета Бакалинского района Республики Башкортостан..

## История
Основано в начале XX в. на территории Белебеевского уезда как выселок, предположительно, жителями села Тумутук Бугульминского уезда (ныне Азнакаевского района РТ). В 1939 г. зафиксировано под названием Тумтук. С 30-х гг. – в составе колхоза имени К. Маркса, с 2001 г. – СПК имени К. Маркса, с 2005 г. – СПК имени М.Г. Хасанова.

## Инфраструктура
В селе имеются фельдшерско-акушерский пункт и сельский клуб.

## Этимология
Название произошло из татарского языка от слова «яңа» (новый) и ойконима «Тымытык».

## География
Находится возле реки Ик, вблизи границы с Республикой Татарстан.

### Географическое положение
Расстояние до:
- районного центра (Бакалы): 45 км,
- центра сельсовета (Куштиряково): 5 км,
- ближайшей ж/д станции (Туймазы): 87 км.

## Население
| 2002 | 2009 | 2010 |
| ---- | ---- | ---- |
| 244  | ↘198 | ↘190 |

Национальный состав
Согласно переписи 2002 года, преобладающая национальность — татары (81 %).